# チャーヴィン市
チャーヴィン市（ベトナム語：Thành phố Trà Vinh / 城庯茶榮?  発音）はベトナム南部、メコンデルタ地域にある都市。チャーヴィン省の省都。

## 地理
ホーチミン市からバスで約7時間の距離に位置する。チャーヴィン省の中北部を占め、カウタイン県・カンロン県に接する。また、コーチェン川（メコン川の支流）を挟んで、ベンチェ省のモーカイナム県に接する。中心部にはロンビン川が流れ、他にも多くの水路が存在する。コーチェン川の河口（南シナ海）までは約20kmの距離がある。北部にはロンドゥック工業団地が存在する。

## 交通
国道53号線が市南部を横断しており、ヴィンロンとを結んでいる。2014年現在、コーチェン川には大型の渡し船が存在するが橋はかかっていないため、バス・トラック等の大型車は、ホーチミン市まで行くために大きく西に迂回しヴィンロンを経由することがある。市中心部より南約5kmに旅客バスターミナルが、後述するアオ・バー・オムの付近にバス会社の専用ターミナルが存在する。

## 住民
チャーヴィン省に済むクメール人30万人の多くがチャーヴィン市周辺に住んでおり、市人口の19.96%を占める。華人が6.22%、その他の少数民族が0.2%で、キン人が残りを占める。

## 観光
クメール人が多く住むため、数多くのクメール風寺院が存在し、クメール文化に関する博物館も存在する。また市南部にはアオ・バー・オムと呼ばれる、10世紀クメール王朝時代に沐浴に用いられていたと言われる四角い池があり、その上に建てられた水上寺院がある。

## 行政区画
チャーヴィンは、以下の行政単位に区分される。
|  | - 坊（phường、坊） - 第一坊（Phường 1） - 第二坊（Phường 2） - 第三坊（phường 3） - 第四坊（phường 4） - 第五坊（phường 5） - 第六坊（phường 6） - 第七坊（phường 7） - 第八坊（phường 8） - 第九坊（phường 9） |  | - 社（xã、社） - ロンドゥック （Long Đức / 隆德） |